# Lurifax japonicus
Lurifax japonicus is een slakkensoort uit de familie van de Orbitestellidae. De wetenschappelijke naam van de soort is voor het eerst geldig gepubliceerd in 2005 door Sasaki & Okutani.